# Paul Fröhlich (Fußballspieler)
Paul Fröhlich (* 7. Juni 1938) war ein deutscher Fußballspieler, der 1962 für Dynamo Dresden in der DDR-Oberliga, der höchsten Spielklasse im DDR-Fußball, aktiv war.

## Sportliche Laufbahn
Im Jahr 1960 bestritt der 22-jährige Paul Fröhlich seine ersten Punktspiele im DDR-weiten Fußball. Für die Polizeisportgemeinschaft (SG) Dynamo Dresden bestritt er in der Kalenderjahr-Saison drei Spiele in der zweitklassigen I. DDR-Liga und kam einmal zum Torerfolg. Anschließend wurde der DDR-Fußball wieder auf den Sommer-Frühjahr-Spielrhythmus umgestellt, und dafür waren vom März 1961 bis Juni 1962 in der DDR-Liga 39 Punktspiele auszutragen. Davon absolvierte Fröhlich 23 Begegnungen und erzielte zwölf Tore, die dazu beitrugen, dass die SG Dynamo den Aufstieg in die DDR-Oberliga schaffte. In der Oberligasaison 1962/63 bestritt Fröhlich alle 13 Hinrundenspiele und gehörte mit seinen fünf Treffern zu den treffsichersten Schützen der Mannschaft. Anschließend wurde er von Dynamo Dresden nicht mehr in der 1. Mannschaft eingesetzt.
Erst nach drei Jahren tauchte Fröhlich wieder im überregionalen Fußballgeschehen auf. In der Saison 1966/67 gehörte er zum Aufgebot des DDR-Ligisten Fußballspielvereinigung Lokomotive Dresden. Dort war er für fünf Spielzeiten in der zweitklassigen DDR-Liga aktiv, erreichte aber nur 1968/69 mit 22 Einsätzen mehr als die Hälfte der ausgetragenen Ligaspiele (30). Bis 1971 wurde er in den 150 durchgeführten Ligaspielen insgesamt nur in 60 Partien aufgeboten. Von seiner Torgefährlichkeit war nichts mehr zu spüren, nur in der Saison 1966/67 war er auf einen Treffer gekommen. 1971 beendete Fröhlich im Alter von 33 Jahren seine Laufbahn im höherklassigen Fußball, nachdem er 13 Spiele in der Oberliga (fünf Tore) und 86 Spiele in der DDR-Liga (14 Tore) absolviert hatte.